# Povodeň v Česku (2002)
Povodeň v Česku z roku 2002 je jedna z největších událostí svého druhu v historii České republiky. Nejvíce postiženými oblastmi v Čechách bylo povodí Vltavy, později dolní tok Labe a okrajově také toky v povodí Ohře a na Moravě povodí Dyje.
Spolu s povodněmi na Moravě a ve Slezsku v roce 1997 patří k nejtěžším přírodním katastrofám moderní české historie. Byla to největší povodeň od ničivé Velké povodně v roce 1845. Proti ní byl průtok Vltavy Prahou v roce 2002 ještě o přibližně 20 % větší.

## Příčina záplav

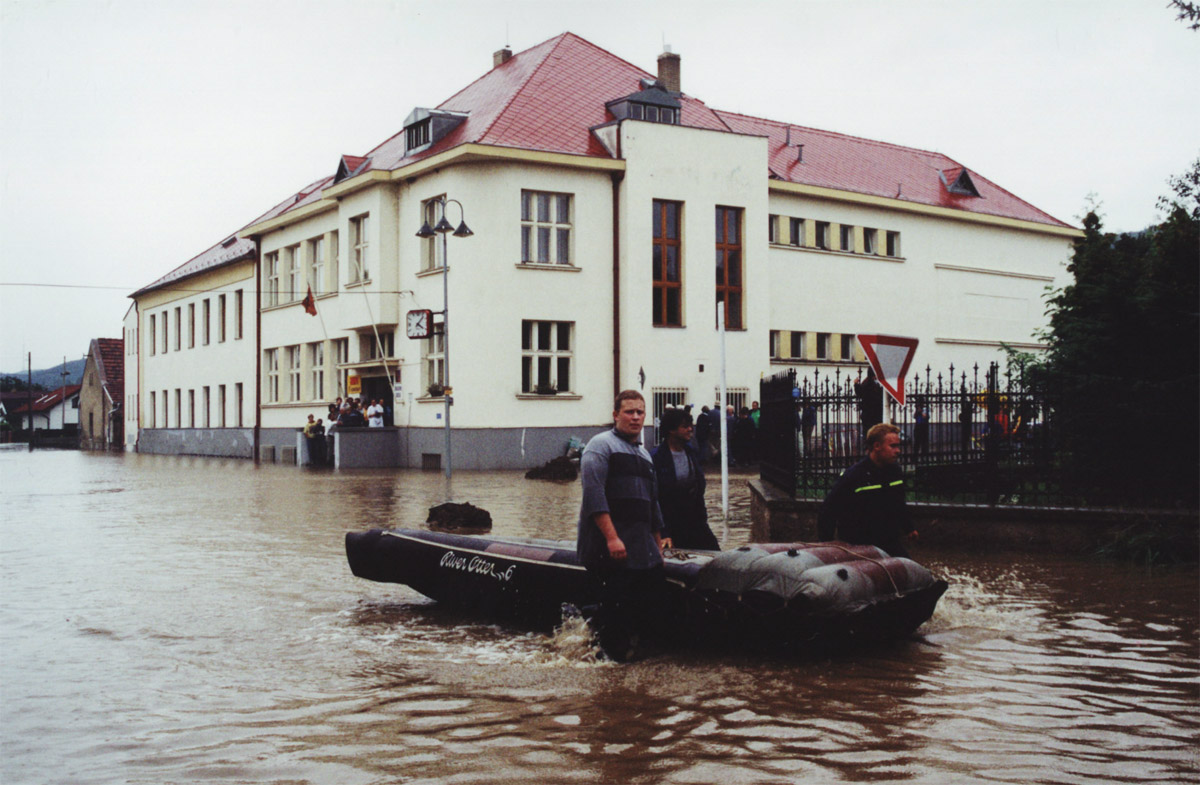
Povodeň ve středočeských Dobřichovicích

Dne 6. srpna 2002 začala počasí v Čechách ovlivňovat tlaková níže, která se svým frontálním systémem pozvolna postupovala k východu. Do 7. a 8. srpna vytrvalé silné srážky naplnily většinu jihočeských a západočeských řek. Ve čtvrtek 8. srpna již na některých místech dosáhla povodeň svým rozsahem 50leté vody (především na jihu Čech).[zdroj?] Situace se však pozvolna uklidňovala a 9. srpna přestalo pršet. Vltava v Praze dosáhla průtoku 1500 m³/s a začala klesat. 11. a 12. srpna začalo opět pršet. Nad jihozápadem Čech se střetly dva výrazné frontální systémy, které se jenom pomalu posunovaly k severovýchodu. Návětrný efekt na jihu Čech navíc přinášel další zesilování deště. Půda přesycená vodou z předešlých srážek nedokázala zadržet vodu a ta stékala do naplněných řek. V týdnu od 12. do 18. srpna tak část Čech postihla pětisetletá až tisíciletá povodeň. Nejvíce byla postižena Vltava se svým povodím, později dolní tok Labe a okrajově také toky v povodí Ohře a povodí Dyje.

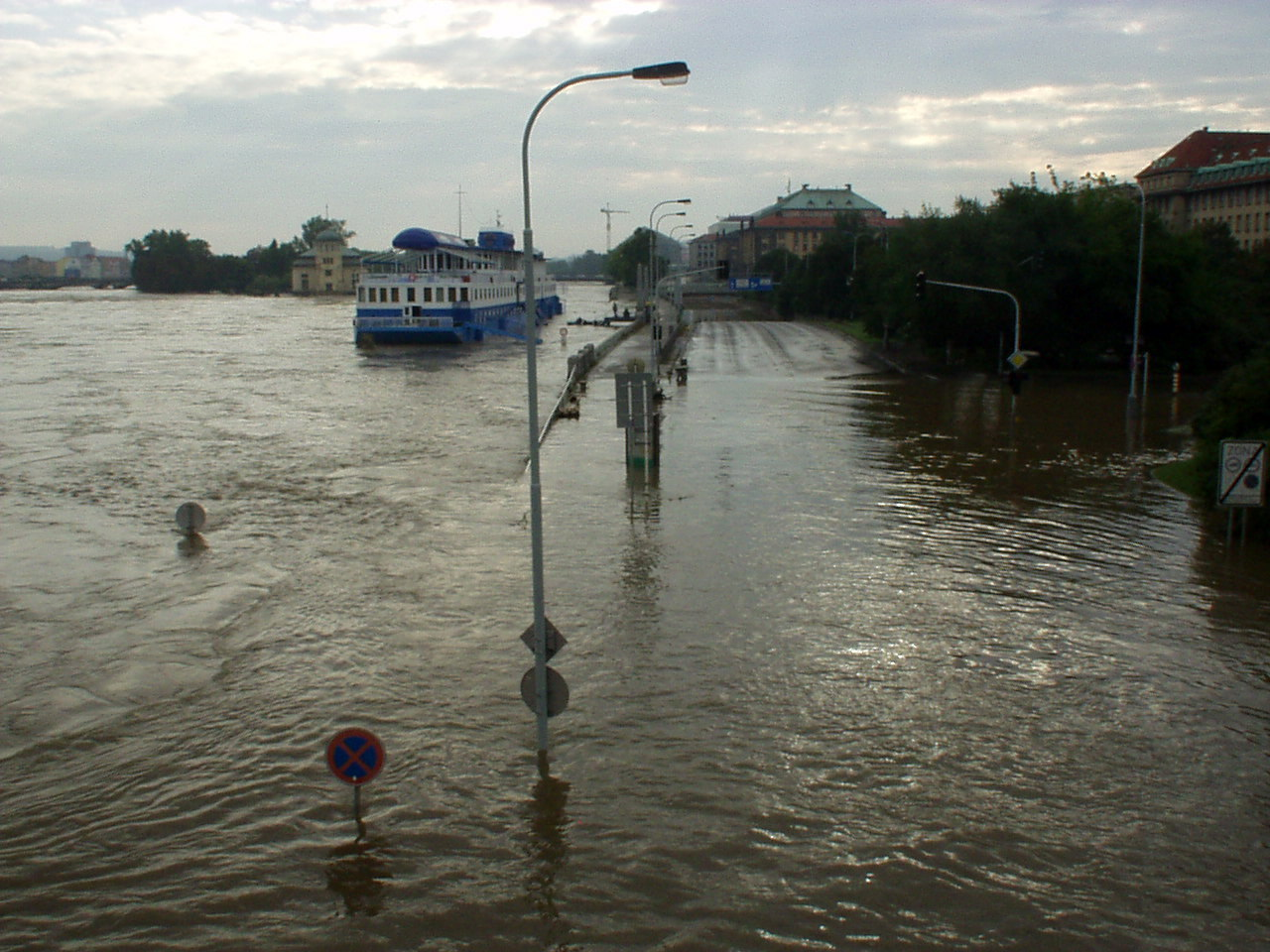
Povodeň roku 2002 v Praze

Příčinou záplav byly nadprůměrné srážky, které v první srážkové epizodě zasáhly hlavně jih Čech a které se v druhé epizodě vyskytovaly již na většině území Čech. Kromě značného nasycení půdy a koryt po první srážkové epizodě zde situaci ovlivnila mimo jiné i vodní díla, a to zejména Vltavské kaskády. Ta zachytila poměrně velkou část povodňové vlny z první srážkové epizody. Na druhou srážkovou epizodu již přehrady ale nestačily a povodeň bez větších překážek postupovala směrem do údolí. K znatelnému zploštění povodňové vlny na Vltavě, resp. na Labi, došlo až v důsledku rozlivů v Polabské nížině. Nicméně ani to nestačilo a velká voda zasáhla i města dále na severu Čech a později i na německém úseku Labe.

## Postup povodně

### První vlna
7. srpnaDéšť rozvodnil hladiny jihočeských řek, vodohospodáři odpouštěli naplněné přehrady (Lipno, Římov, Husinec), začínaly přetékat rybníky. V Pohorské Vsi v Novohradských horách spadlo během dvou dnů (6.–7. srpna) 278 mm srážek.
8. srpnaVoda zaplavila jihočeská města, voda z Malše se v Českých Budějovicích zastavila kousek od hlavního náměstí, odřízla centrum od sídlišť Šumava, Máj a Vltava. Bylo evakuováno přes 2000 lidí. Vltava v Praze přesáhla průtok 1000 m³/s (2 SPA).
9. srpnaDeště na jihu Čech ustaly a voda opadla. Vltava dosáhla průtoku 1500 m³/s (3 SPA) a začala klesat.
10. srpnaPrvní vlna záplav skončila a začal velký úklid a sčítání škod, meteorologové však varovali před dalšími vytrvalými srážkami. Vltava v Praze klesla na 2 SPA.
11. srpnaOdpoledne začalo na jihu Čech silně pršet, vodohospodáři odpouštěli přehrady, ale slíbili, že Vltava v Praze nepřesáhne první vlnu záplav. V Českých Budějovicích se stavěly hráze z pytlů s pískem. V Třeboni byla poblíž Schwarzenberské hrobky prokopána část jihovýchodní hráze rybníka Svět s přepadem do Zlaté stoky (jako prevence před možným protržením hráze a zaplavením historického jádra města).

### Druhá vlna

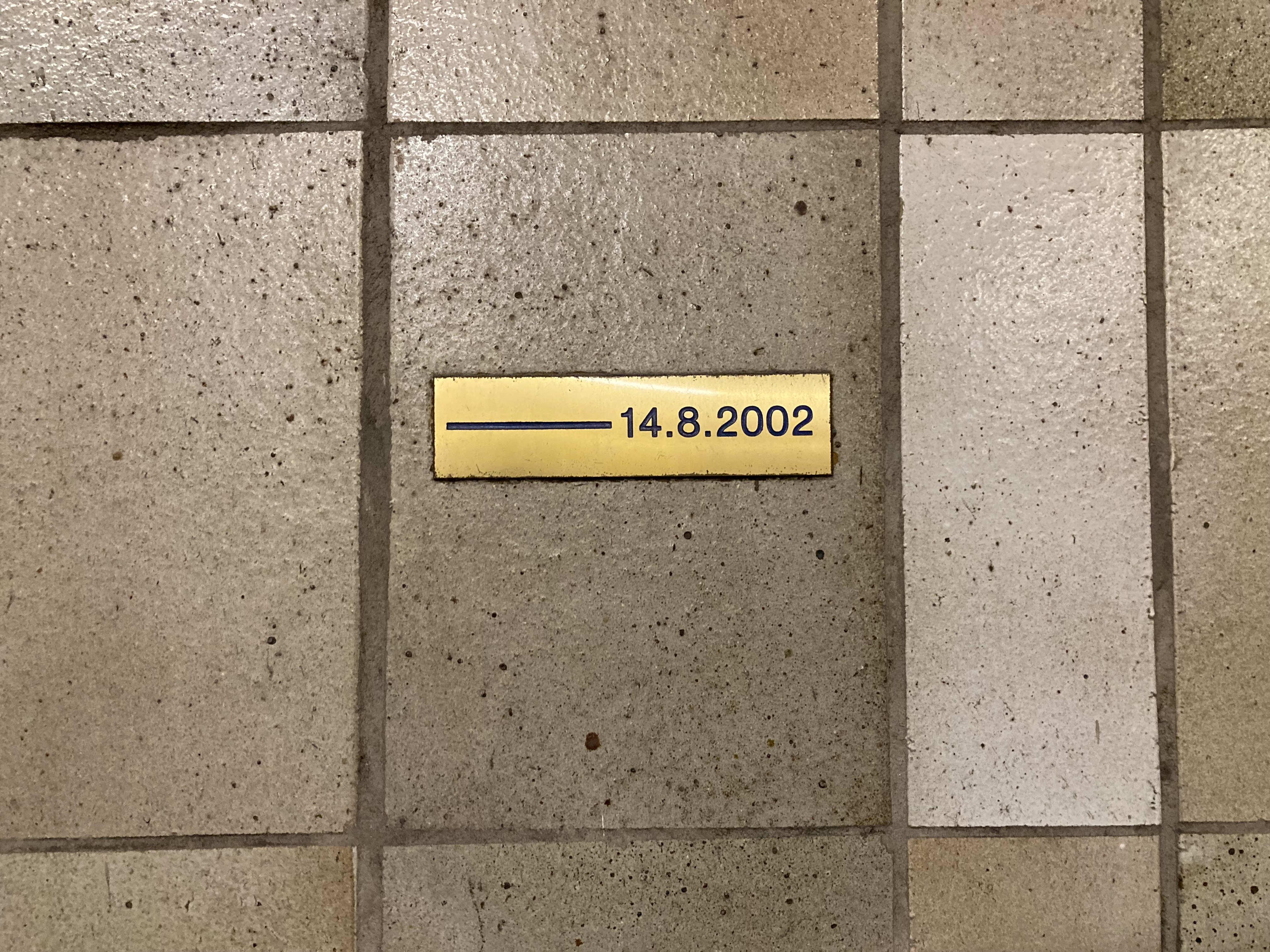
Ryska dodnes ukazuje, kam v roce 2002 sahala hladina – stanice metra Florenc

12. srpnaUkázalo se, že druhá vlna bude mnohem silnější než první. Pod vodou se ocitla všechna velká jihočeská a západočeská města. Ve 13 hodin vyhlásil jihočeský hejtman Jan Zahradník stav nebezpečí. Později vyhlásil stav nebezpečí i středočeský hejtman Petr Bendl. Premiér Vladimír Špidla vyhlásil stav nouze pro Středočeský, Jihočeský, Plzeňský a Karlovarský kraj a pro Prahu. Déšť se rozšířil i na sever Čech. Vltavou v Praze protékalo 1790 m³/s a začala evakuace ohrožených oblastí (očekávala se padesátiletá voda). Nejhorší situace byla ve městech Sušice, Strakonice, Klatovy, Písek, Plzeň, Český Krumlov, České Budějovice, Beroun a Praha. Na německé stanici Zinnwald-Georgenfeld v Krušných horách nedaleko českých hranic za tento den spadlo 312 mm srážek, což byl německý rekord. Na české straně Krušných hor byly nejvyšší srážky za tento den naměřeny u vodní přehrady Fláje (226,8 mm).
13. srpnaStav nouze od 11 hodin začal platit i v Ústeckém kraji. Ve všech uvedených krajích se evakuovaly celé vesnice, historické centrum Českých Budějovic, voda začala strhávat první mosty. Na řadě míst v západních Čechách a v historickém centru Prahy se přerušily dodávky elektrického proudu. Voda se začala objevovat také na Znojemsku, začala zde evakuace. V Ústeckém kraji se připravili na stoletou vodu, proběhla hromadná evakuace měst a obcí, vypnula se elektřina a pomalu se zastavila výroba velkých chemických podniků (Spolchemie, Lovochemie). Kulminovala hladina na dolní Berounce. Zcela zaplaveno bylo dostihové závodiště Velká Chuchle. Na lokalitě Knajpa v Jizerských horách spadlo za den 278 mm srážek.
14. srpnaVltava v Praze dosáhla ve Velké Chuchli ve 12 hodin průtoku 5160 m3/s při výšce hladiny 782 cm, byl zaplaven Karlín a Pražské metro. Voda na Plzeňsku a v jižních Čechách klesla, v Praze odpoledne Vltava a pozdně večer Dyje ve Znojmě kulminovaly. Stále pršelo, zatím nejvíce na severu Čech, v Orlických a Jizerských horách a v Krkonoších. Ve středočeském kraji na Mělníku rozvodněná Vltava zvýšila hladinu Labe a rozšířila koryto soutoku. Problémy nastaly v neratovické Spolaně. Zhoršil se stav na Litoměřicku, uzavřel se most ve Štětí a oba mosty v Ústí nad Labem. Problémy měly i obce na Jizeře.
15. srpnaAreál Spolany Neratovice byl zcela zatopen, došlo k úniku chloru. V severních Čechách na Podřipsku a Litoměřicku a ve středních Čechách kolem soutoku Labe s Vltavou se povodňová vlna rozlévala do blízkých vesnic. Všechny mosty přes Labe v Ústeckém kraji byly uzavřeny. Hladina Dyje na Znojemsku klesla.
16. srpnaV Českých Budějovicích stále nešel proud. Na Litoměřicku především v okolí soutoku Labe s Ohří se povodňová vlna v některých místech rozlila do šíře 10 km, zatopeno bylo na 30 vesnic a několik menších měst (například celé historické město Terezín). Labe v Ústí nad Labem kulminovalo na 11,96 metrech při průtoku 4 700 m³/s (přičemž normální stav zde činí 2,48 m a 296 m³/s) a v Děčíně na 12,30 metrech při průtoku 4 770 m³/s. Na rozvodněné Labe se připravovali už jen v Německu.

## Záplavy v číslech
- 17 lidí přišlo o život[7]

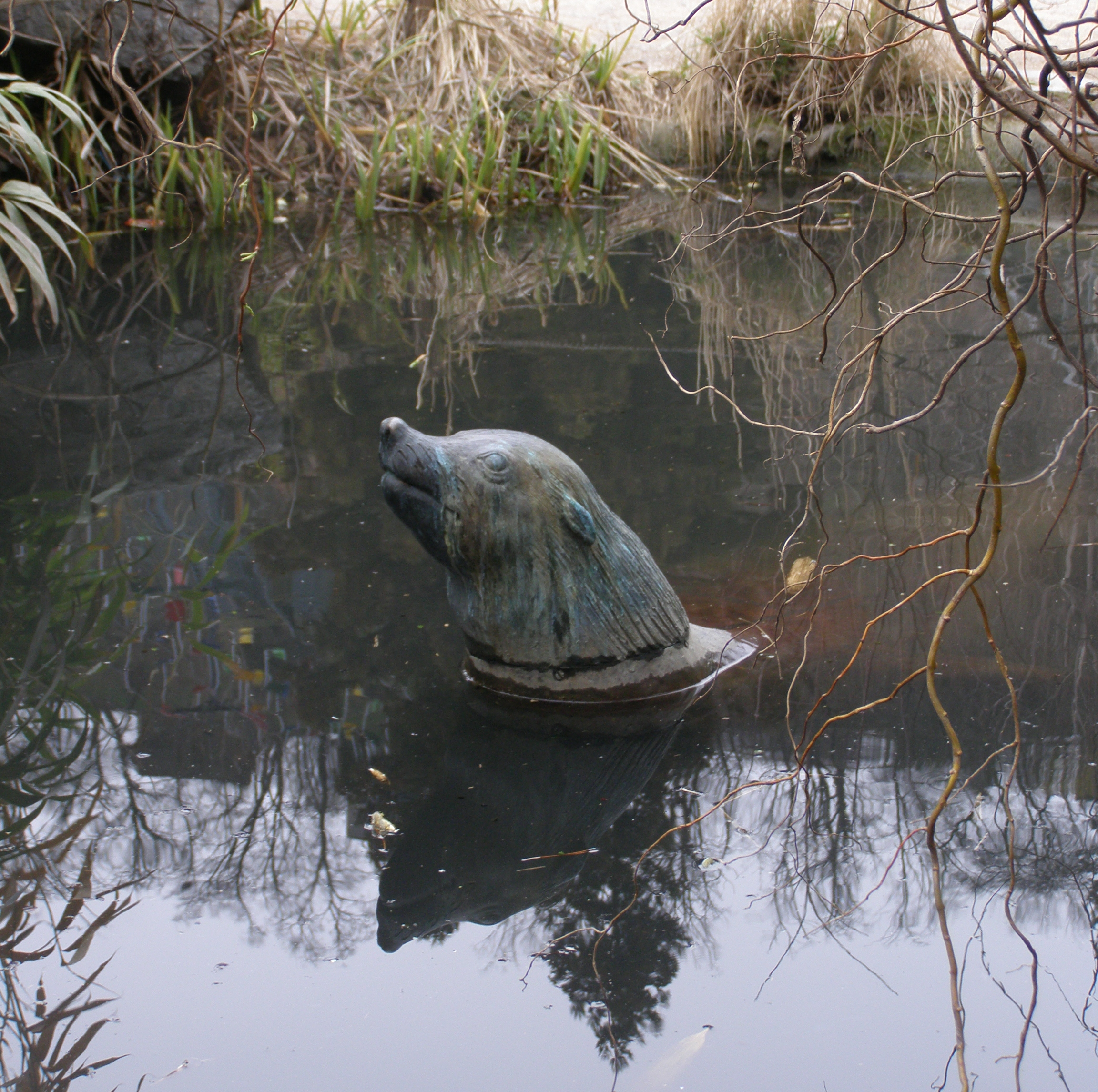
Pomník lachtana Gastona v Zoo Praha, který se stal jedním ze symbolů povodní 2002

- 134 zvířat ze Zoo Praha přišlo o život
- v 6 krajích byl vyhlášen nouzový stav[8]
- záplavy postihly území o rozloze 17 000 km čtverečních [9]
- 986 postižených obcí, 10 krajů a 43 okresů [9]
- 225 000 evakuovaných lidí
- 73,3 mld. Kč škod, z toho 7 mld. Kč pražské metro[10]
- nejvyšší průtok na Vltavě v Praze 5 300 m³/s

## Důsledky

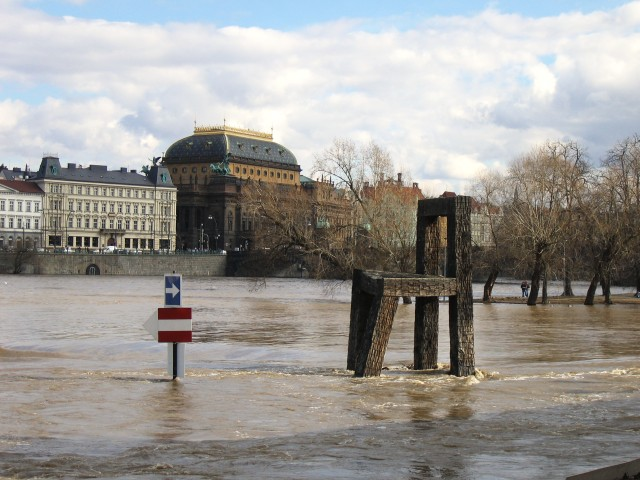
Třímetrová Židle Magdaleny Jetelové byla odplavena z Prahy až do Mělníka (foto při další povodni r. 2006)

Byly zpracovány povodňové plány, na jejichž základě byla realizována protipovodňová opatření na mnoha místech republiky. Od povodně v roce 2002 se pro stavební a územní návrhy používá výška hladiny Q2002.
Zákon o integrovaném záchranném systému byl tvořen na základě zkušeností z povodně z roku 1997. Je to zákon o IZS č. 239/2000 Sb. Účinnosti nabyl dnem 1. ledna 2001. Zákon o výjimečném stavu neexistuje. Existuje tzv. Krizový zákon (240/2000 Sb., o krizovém řízení a o změně některých zákonů), kde jsou vymezeny pravomoci a povinnosti vlády, hejtmana a dalších orgánů krizového řízení při vyhlášení stavu nebezpečí nebo nouzového stavu. Krizový zákon nabyl účinnost dne 1. ledna 2001.